# Ehsan Yarshater
Ehsan Yarshater (på persiska: احسان يارشاطر), född 3 april 1920 i Hamadan i Iran, död 1 september 2018 i Fresno, Kalifornien i USA, var en iransk iranist. Han grundade och var föreståndare för The Center for Iranian Studies vid Columbia University och var professor emeritus i iranistik vid samma universitet. Han var också redaktör för Encyclopaedia Iranica.

## Författarskap
Ehsan Yarshater studerade persiska språket och litteraturen vid Teherans universitet och persisk filologi vid School of Oriental and African Studies (SOAS), University of London, för Walter Bruno Henning. Yarshater författade ett tjugotal böcker på engelska och persiska om Irans kultur, historia och religion. Hans avhandling vid Teherans universitet berörde persisk poesi under den timuridiske härskaren Shah Rokh (1400-talet) och hans senare avhandling vid Londons universitet som han lade fram för Henning publicerades med titeln A Grammar of Southern Tati Dialects (Mouton, 1969), och analyserar tati-dialekten som talas sydväst om Qazvin i västra Iran.
Yarshater tilldelades flera internationella priser för sina akademiska insatser, bland andra Unesco-priset (1958).
Flera akademiska föreläsningar har instiftats i hans namn vid University of London, University of California i Los Angeles, och vid Centre National de Recherche Scientifique i Paris.

## Religiös tillhörighet
Yarshater bekände sig inte till någon religion. Han var född och uppväxt i en judisk familj som konverterat till bahaismen, men tog som vuxen avstånd från bahaismen.